# Димитрие Барбулович
Димитрие Барбулович (на сръбски: Димитрије Барбуловић или Dimitrije Barbulović) е сръбски юрист, деец на Сръбската въоръжена пропаганда в Македония от началото на XX век.

## Биография
Роден е в 1869 година във Вършац. Завършва право и до 1912 година има адвокатска кантора в Прокупле. Барбулович е един от активните членове на четническото движение, обучава се в четническата школа в Прокупле и се бие като сръбски четник в Македония и Косово. Участва в Балканските войни (1912 – 1913) и е награден със Златен медал за храброст на Солунския фронт. Награден е и с офицерски орден Караджорджева звезда с мечове IV степен. През Първата световна война се сражава в Моравската дивизия от 2-ри призив и е известен в армията като „капитан на квадрат“. Командир е на 2-ра рота от 2-ри батальон на 2-ри полк на Моравската дивизия и като смел и надежден офицер му е възложено при отстъплението на Сръбската армия да пренесе държавната хазна през Албания с ротата си, която се състои от бойци от Топлица, което той прави с успех и без загуба. Милан Стоядинович, бъдещ министър и министър-председател на Кралство Югославия, пише в мемоарите си подробно за Барбулович и за прехвърлянето на хазната през Албания.
След войната напуска Прокупле и отваря офис в Скопие, където умира в 1926 година и е погребан като запасен подполковник с най-високи военни почести в присъствието на командващия армията. Опелото на гроба му е извършено от митрополит Варнава Скопски, бивш негов другар от четническата акция.